# الضبع (حزم العدين)

تعديل مصدري - تعديل

الضبع محلة تابعة لقرية المزابر، التابعة لعزلة بني وائل بمديرية حزم العدين إحدى مديريات محافظة إب في الجمهورية اليمنية، بلغ تعداد سكانها 105 حسب تعداد اليمن لعام 2004.